# Rock & Roll Is Dead (The Hellacopters)
Rock & Roll Is Dead è il sesto album studio del gruppo garage punk svedese The Hellacopters.

## Tracce
1. Before the Fall - 2:11 (Andersson, Håkansson)
2. Everything Is On TV - 3:14 (Andersson)
3. Monkey Boy - 2:38 (Andersson)
4. No Angel to Lay Me Away - 3:55 (Andersson, Dahlqvist, Håkansson, Lindström)
5. Brin It on Home - 2:11 (Andersson)
6. Leave It Alone - 4:00 (Andersson)
7. Murder on My Mind - 3:10 (Andersson, Håkansson)
8. I'm in the Band - 3:19 (Andersson, Dahlqvist)
9. Put out The Fire - 3:08 (Andersson, Håkansson)
10. I Might Come See You Tonight - 3:24 (Andersson)
11. Nothing Terribly New - 2:59 (Andersson)
12. Make It Tonight - 2:44 (Andersson)
13. Time Got No Time to Wait for Me - 3:28 (Andersson)

## Formazione
- Nicke Royale - voce, chitarra, percussioni
- Robert Dahlqvist - chitarra, voce
- Kenny Håkansson - basso
- Anders Lindström - organo, pianoforte, voce
- Robert Eriksson - batteria, voce